# وزارة المالية (بابوا غينيا الجديدة)
وزارة مالية بابوا غينيا الجديدة، هي الإدارة المسؤولة عن حماية المال العام في بابوا غينيا الجديدة. وتهدف الوزارة إلى تحسين "الشفافية والمساءلة في مجال المحاسبة والتقارير المالية وأطرها" في البلاد. يقع المقر الرئيسي للوزارة في فولوبيندي هاوس، وايجاني.

## الاحتيالات والفضائح

### احتيال باراكا
على مدى السنوات الست الماضية، تورطت وزارة المالية البابو غينيَّة الجديدة في فضيحة فساد بملايين الدولارات تحيط بوزير المالية السابق غابرييل ير ومحامي بابوا غينيا الجديدة بول باراكا.
في عام 2006، تم الكشف عن أنه بين عامي 2001 و2006، كان غابرييل يير والعديد من كبار المسؤولين قد قدموا مطالبات تعويضات كاذبة تصل إلى 780 مليون جنيه إسترليني ضد الدولة. 700 دعوى قدمها المحامون ضد الدولة ووافق عليها النائب العام ووزير المالية دون اختبارها في المحكمة.
قدم يير مطالبة باسم ابنه بمبلغ 700 ألف كرونة من خلال محاميه باراكا، والذي تم دفعه بالكامل. استفاد باكارا من المخطط من خلال تقديم ثلاث من أكبر المطالبات الاحتيالية. بالإضافة إلى ذلك، تم تعيينه من قبل الدولة ودفع مبلغ 41 مليون جنيه إسترليني بين عامي 2003 و2006 للعمل نيابة عن الولاية في المطالبات المقدمة من خلال مكاتب محاماة أخرى.

### الفدية في 2021
تعرض القسم لهجوم فدية أدى إلى حجز مئات الملايين من الدولارات.